# 나의 화려한 인생
나의 화려한 인생(My Brilliant Career)은 오스트레일리아에서 제작된 질리언 암스트롱 감독의 1979년 드라마, 멜로/로맨스 영화이다. 주디 데이비스 등이 주연으로 출연하였고 마가렛 핑크 등이 제작에 참여하였다.

## 출연

### 주연
- 주디 데이비스
- 샘 닐

### 조연
- 웬디 휴즈
- 로버트 그럽
- 맥스 컬렌
- 에일린 브리톤
- 피터 위트포드
- 패트리시아 케네디
- 앨런 홉굿
- 줄리아 블레이크
- 데이비드 프랭클린
- 고든 파이퍼
- 제임스 모스
- 배질 클락
- 게리 듀간
- 밥스 맥밀런
- 캐롤 스키너
- 로버트 오스틴
- 마크 스페인
- 시모네 뷰캐넌
- 레이 메거

## 제작진
- 협력프로듀서: 제인 스콧
- 미술: 루치아나 아리기
- 의상: 안나 세니어
- 배역: 리즈 뮬리나
- 배역: 힐러리 린스테드

## 같이 보기
- 오스트레일리아 영화